# Лиса и волк (мультфильм, 1958)
«Лиса и волк» — советский рисованный мультфильм Петра Носова, созданный студией «Союзмультфильм» в 1958 году по мотивам одноимённой русской народной сказки.

## Сюжет
Однажды зимой вышла в лес по добычу кумушка Лиса. Попыталась она поймать тетерева Терентия, но он не поддался коварным уговорам — осталась Лиса ни с чем. Находчивая Лиса, заметив, как Мужик наловил из проруби рыбку, задумала перехитрить его: легла на дороге и притворилась мёртвой. Возвращаясь, Мужик поднял Лису и бросил её в сани: «Будет моей старухе воротник на шубу!» А Лиса по дороге выкинула из саней всю рыбу, выпрыгнула сама и стала лакомиться лёгкой поживой. Увидал это голодный Волк, да хитрая Лиса не дала ему ничего, а решила обмануть его и научила Волка, как самому ловить рыбку в проруби, на хвост.

Поверил глупый Волк словам Лисы, сделал так, как она советовала, хвост его и примёрз к проруби. Увидели это бабы, пришедшие за водой, и бросились Волка бить коромыслами. Удрал Волк от расправы, оставив свой хвост в проруби. А Лиса захотела полакомиться курами, но убегая в избе от собаки, угодила в дежу с тестом — вся и вымазалась… но успела прихватить с собой мешок, как она рассчитывала, с курами, но, на самом деле, с запрыгнувшей туда собакой.
Снова повстречался Волк с Лисою в лесу и собрался было он отплатить кумушке за «науку», да она опять обхитрила его — упросила везти себя на Волке. Но, когда Лиса, избавившись от Волка, развязала мешок, из него выскочила собака и давай её трепать.

## Создатели
| Автор сценария            | Николай Абрамов |
| Режиссёр                  | Пётр Носов |
| Художники-постановщики    | Василий Рябчиков, Игорь Знаменский |
| Композитор                | Юрий Никольский |
| Оператор                  | Екатерина Ризо |
| Звукооператор             | Георгий Мартынюк |
| Ассистенты режиссёра      | Галина Бродская, А. Фирсова |
| Художники-мультипликаторы | Игорь Подгорский, Василий Рябчиков, Виктор Лихачёв, Вячеслав Котёночкин, Елизавета Комова, Владимир Пекарь                                                                              |
| Роли озвучивали           | Юрий Хржановский — текст от автора / Волк / Старик-рыбак / куры / пёс Татьяна Решетникова — Лиса Георгий Вицин — Терентий Татьяна Барышева — Старуха Маргарита Корабельникова — Снегирь |

## Видеоиздания
Мультфильм неоднократно выпускался на DVD в сборниках мультфильмов: «Про волка и лису» («Союзмультфильм», дистрибьютор «КП»), «Лиса Патрикеевна» («Союзмультфильм», дистрибьютор «Союз»).